# Very Necessary
Very Necessary è il quarto album di inediti del gruppo R&B statunitense tutto al femminile Salt-n-Pepa, pubblicato il 12 ottobre 1993 dalle etichette London e Next Plateau Entertainment.
È stato il disco di maggior successo del gruppo, promosso dai singoli Start Me Up, Shoop, Heaven or Hell, None of Your Business e in particolare da Whatta Man, una delle canzoni più note del gruppo incisa in collaborazione con un altro gruppo R&B composto da sole donne, le En Vogue.
Il disco è stato interamente prodotto da Hurby Azor insieme alle stesse Salt-n-Pepa e ha raggiunto la quarta posizione della classifica statunitense degli album.
È stato ristampato nel 1996 dall'etichetta discografica Ffrr e nel 2003 dalla Universal.

## Tracce
London (828392)
London(28392)
Ffrr (8284542)
1. Groove Me – 4:21
2. No One Does It Better – 3:53
3. Somebody's Gettin' on My Nerves – 3:57
4. Whatta Man – 5:07 (Hurby Azor) – (feat. En Vogue)
5. None of Your Business – 3:32 (Hurby Azor)
6. Step – 3:10
7. Shoop – 4:07 (Denton, James, Martin, Roberts)
8. Heaven or Hell – 4:43
9. Big Shot – 3:47
10. Sexy Noises Turn Me On – 3:54
11. Somma Time Man – 3:25 (James, Wynn)
12. Break of Dawn – 3:45
13. I've Got AIDS (PSA) – 3:18

Durata totale: 50:59

## Classifiche
| Classifica (1993) | Posizione raggiunta |
| ----------------- | ------------------- |
| Stati Uniti       | 4                   |
| Australia         | 5                   |
| Norvegia          | 19                  |
| Nuova Zelanda     | 27                  |
| Regno Unito       | 36                  |
| Paesi Bassi       | 66                  |